# Loutkář
Loutkář est une revue tchèque sur le théâtre de marionnettes. 
Fondée en 1912 par Jindřich Veselý, elle serait la plus ancienne publication relative au théâtre à être encore publiée.
Quand Jindřich Veselý était président de l'Union internationale de la marionnette, elle était sa revue officielle.
En plus de ses quatre numéros annuels en tchèque avec un résumé en anglais, Loutkář publie un numéro entièrement en anglais reprenant une sélection d'articles de l'année écoulée.